# فيليكس كاندلا
فيليكس كاندّلا (بالإنجليزية: Félix Candela؛ بالإسبانية: Félix Candela) هو مهندس ومهندس معماري ورسام مكسيكي وإسباني وأمريكي، ولد في 27 يناير 1910 في مدريد في إسبانيا، وتوفي في 7 ديسمبر 1997 في درم في الولايات المتحدة.

## وصلات خارجية
- فيليكس كاندلا على موقع الموسوعة البريطانية (الإنجليزية)